# Саймон Гелберг
Са́ймон Ма́ксвелл Ге́лберґ (англ. Simon Maxwell Helberg) (*9 грудня 1980, Лос-Анджелес, Каліфорнія) — американський режисер, комік, актор. Грав в серіалі «Теорія великого вибуху».

## Життєпис
Саймон Гелберґ народився 9 грудня 1980 року в Лос-Анджелесі, штат Каліфорнія, у сім'ї актора Сенді Гелберґа і директора з кастингу Гаррієт Гелберґ. Батьки виховували його у дусі юдаїзму, проте з часом, за словами самого Саймона, юдаїзм з консервативного трансформувався в реформований.
Гелберґ в 2002 році у грає у восьмому сезоні скетч-шоу на каналі MADtv. Його присутність на MADtv обмежилося тільки одним сезоном, в кінці якого, його контракт не був подовжений. Саймон з'являється в 2002 році у фільмі «Король вечірок» як один із ботанів, для яких Вен Вайлдер влаштовує вечірку.
У 2004 році у грає в 2-х епізодах Reno 911! студента-гонщика в команді Raineesha X і сина покупця яхти в Не без моїх вусів. З 2004 по 2006 роки грає другорядну роль Сета, хлопця 30 із гаком років, який усе ще лишається незайманим, в американському ситкомі «Джоуї». З 2006 по 2007 невелику роль у драмі Студія 60 на Сансет-Стрип
Починаючи з 2007 року Гелберґ грає Говарда Воловіца, інженера-фізика в ситкомі «Теорія великого вибуху». Він також з'являється як герой Дощовий в Музичному блозі доктора Жахливого і в маленькій ролі в пілотній серії серіалу Undeclared

## Особисте життя
Саймон Гелберґ одружився з акторкою Джоселін Таун у 15 липня 2007 року. У них є двоє дітей — донька Аделіна (4 травня 2012) та син Вайлдер (23 квітня 2014). За 3 мільйони доларів подружжя купило будинок у Голлівуді площею майже 400 м² у Брук Мюллер, колишньої дружини Чарлі Шина.

## Вибрана фільмографія
- 2007 — 2017 — Теорія великого вибуху/The Big Bang Theory — Говард Воловітц
- 2004 — 2006 — Джої/Joey — Сет